# Theme Park World
Theme Park World är ett simulatorspel som släpptes till PC år 1999, utvecklat av Bullfrog Productions LTD och gavs ut av Electronic Arts. Det går ut på att spelaren ska bygga en så bra och framgångsrik nöjespark som möjligt. Föregångaren heter Theme Park och efterföljaren Theme Park Inc.. Spelet släpptes även till Playstation, Playstation 2 och Playstation Network.

## Mål
Poängen med spelet är att samla på sig gyllene nycklar. Med dessa öppnar man portarna till nya parker. Det finns fyra parker att välja mellan, varav två är tillgängliga från början. Gyllene nycklar får man från gyllene biljetter. Gyllene biljetter får man när man uppnår vissa mål i parken, till exempel att få in 100 besökare i parken samtidigt. Dessa mål finns synliga på Playstation-versionen av spelet. För var tredje biljett får man en gyllene nyckel. Biljetterna kan också användas till att låsa upp hemliga attraktioner. De kan kosta mellan ett och fem biljetter att låsa upp och syns som en låda med frågetecken på i menyn där man köper attraktioner.